# Dobrodeljane
Dobërdelan en albanais et Dobrodeljane en serbe latin (en serbe cyrillique : Добродељане) est une localité du Kosovo située dans la commune/municipalité de Theranda/Suva Reka et dans le district de Prizren/Prizren. Selon le recensement de 2011, elle compte 1 205 habitants, tous albanais.

## Démographie

### Évolution historique de la population dans la localité
| 1948 | 1953 | 1961 | 1971 | 1981  | 1991  | 2011  |
| ---- | ---- | ---- | ---- | ----- | ----- | ----- |
| 501  | 549  | 626  | 879  | 1 138 | 1 380 | 1 205 |

|  |